# Mathilde Wesendonck

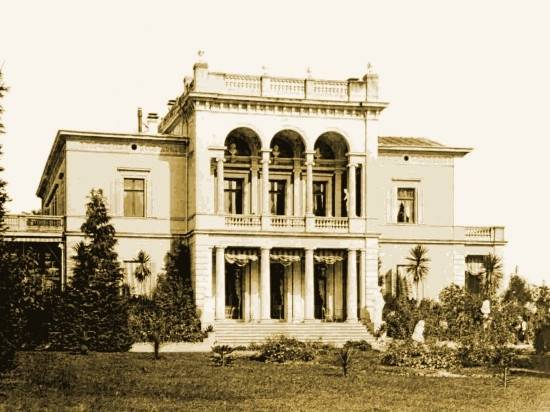
Villa Wesendonck, Zúric, 1857, actualment Villa Rietberg

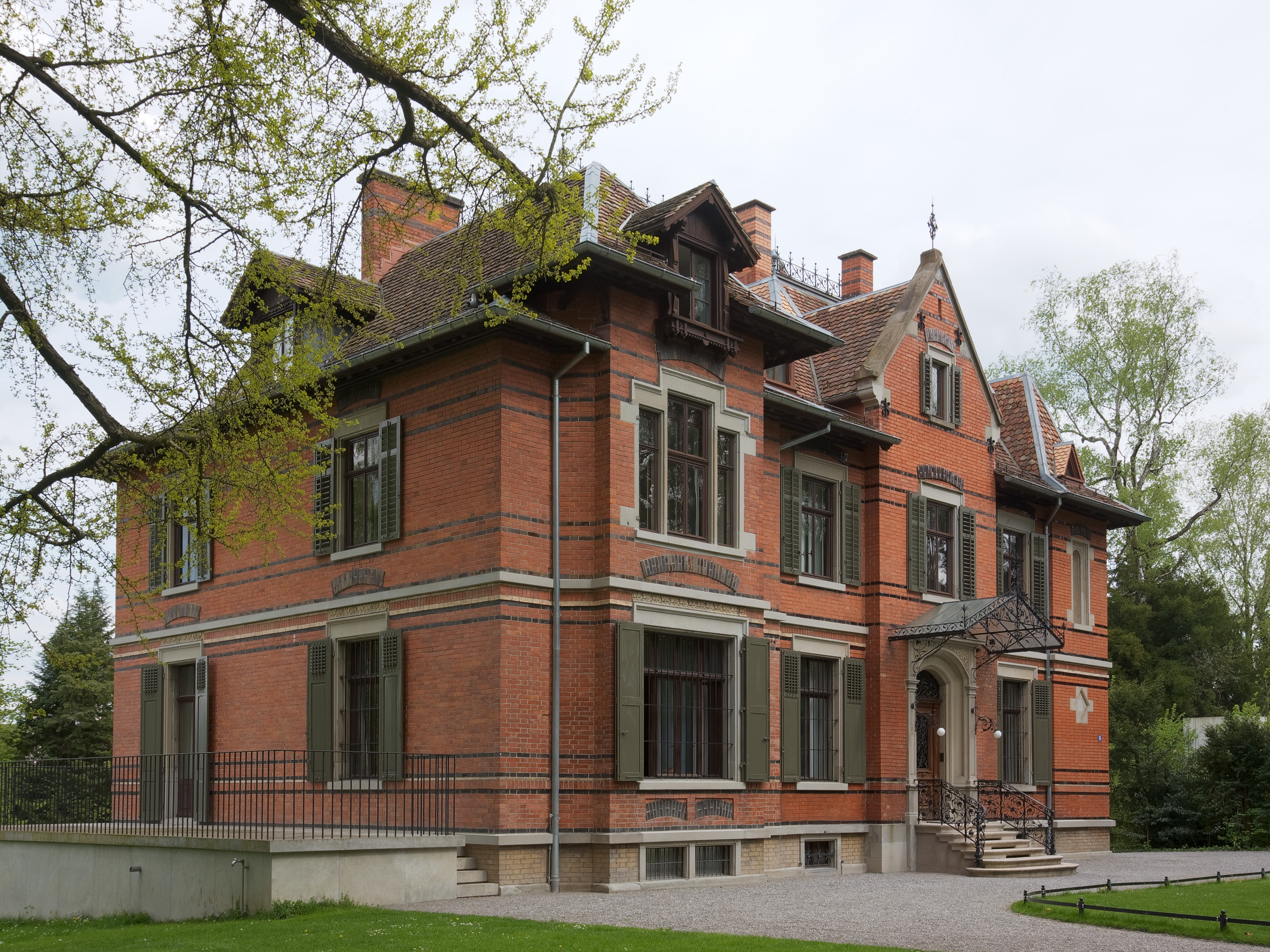
L'Asyl de Villa Wesendonck on Wagner va residir

Mathilde Wesendonck (Agnes Mathilda Luckemeyer) (Wuppertal-Traunblick am Traunsee, Salzkammergut (Àustria), 23 de desembre de 1828 - 1902) fou una poetessa menor alemanya que va mantenir un idil·li amb Richard Wagner, el qual li va compondre els Wesendonck Lieder basats en cinc dels seus poemes.
Filla del comerciant Karl Luckemeyer i Johanna Stein, es va casar el 1848 amb el banquer Otto Wesendonck (1815-1896) -tretze anys més gran que ella-, gran admirador i mecenes de Richard Wagner, el qual van conèixer a Zúric el 1852.
El 1857, Wagner va ser convidat a viure a l'Asyl (casa d'hostes) de la Villa Wesendonck, la magnífica residència del matrimoni, còpia de la Villa Albani romana i reunió de l'elit intel·lectual de Zuric. El compositor, casat amb Minna Planer, es va enamorar apassionadament de Mathilde, deixant de costat la composició de Der Ring des Nibelungen - encara que a la portada de Die Walküre anota G.s.M. "Gesegnet sei Mathilde" (Beneïda siguis Mathilde) - per a bolcar la seva passió en Tristan und Isolde, drama musical l'argument del qual té semblances amb aquest amor secret.
Wagner va compondre les cèlebres Wesendonck Lieder amb cinc dels seus poemes usant-ne dos com estudis per a Tristan und Isolde. A excepció de Träume (el cinquè), van ser orquestrats posteriorment per Felix Mottl.
A l'estiu de 1858 l'esposa del compositor, Minna Planer va interceptar una de les seves cartes, obligant Wagner a abandonar Zuric per Venècia. A la mort de Minna el 1866, Wagner es casarà amb Còsima Liszt.
En 1862 Mathilde publica un poema "La dona abandonada" i escriu "Wagner em va relegar de pressa. Amb prou feines em va reconèixer quan vaig ser a Bayreuth. I tanmateix, jo sóc Isolda".
A causa d'hostilitats amb la Guerra francoprussiana, Mathilde i Otto es muden el 1872 a Dresden i després el 1882 a Berlín. Otto mor a Berlín el 1896 i Mathilde sobtadament el 1902 a la seva casa d'estiu als Alps austríacs.
Van tenir cinc fills: Paul (1849-1850), Myrrha (1851-1888) casada amb Freiherr von Bissing, Guido (1855-1858), Karl i Hans (1862-1882).
La Villa Wesendonck va ser adquirida per la ciutat de Zuric. Es denomina Vila Rietberg i avui és un museu que guarda la col·lecció d'art no-europeu del baró Eduard von der Heydt.